# Paul Darbois
Pour les articles homonymes, voir Darbois.
Paul Nicolas Marie Darbois, né le 22 novembre 1873 à Charolles en Saône-et-Loire et mort à 17 juin 1943 au Raincy, est un médecin français, radiologue, chef du service de radiologie de l'Hôpital Tenon à Paris et l'un des fondateurs puis président de la Société française de radiologie en 1936.

## Œuvres et publications
- Traitement du lupus vulgaire suivant les indications
- Brachymélie congénitale du cinquième métacarpien gauche, Tours , impr. E. Arrault et Cie, Extrait de : Société de radiologie médicale de Paris, nov. 1910.
- Comment traiter la syphilis ? Arsenic ou mercure ?, Paris , Fourier & Cie, 1911.
- Cours de curiethérapie et de radiothérapie pénétrante hôpital Tenon, mai-juin 1925
- Les calcifications pleuro-pulmonaires
- « Les petits signes de la fièvre de Malte », La Presse médicale, 7 décembre 1910, p. 923, Texte intégral.